# Bozon

Az elemi részecskék standard modellje

A részecskefizikában a bozonok azon elemi részecskék, amelyek Bose–Einstein-statisztikának engedelmeskednek, ebből kifolyólag azonos részecskék esetén teljesen szimmetrikus, összetett kvantumállapotot alkotnak. A spin-statisztika elve szerint belső spinnel rendelkeznek, ami csak pozitív egész szám lehet. 
A bozon elnevezés Satyendra Nath Bose indiai fizikus nevéből származik.

## Fizikai jellemzőik

### Kapcsolatuk az alapvető kölcsönhatásokkal
Az alapvető kölcsönhatásokat úgynevezett mértékbozonok közvetítik. Ezeket az alábbi táblázat foglalja össze:
| Közvetítő                                                                                        | Töltés (e) | Spin | Tömeg (GeV) | Kölcsönhatás                  |
| Foton                                                                                            | 0          | 1    | 0           | Elektromágneses               |
| W±                                                                                               | ±1         | 1    | 80.4        | Gyenge nukleáris kölcsönhatás |
| Z0                                                                                               | 0          | 1    | 91.2        | Gyenge nukleáris kölcsönhatás |
| Gluon                                                                                            | 0          | 1    | 0           | Erős nukleáris kölcsönhatás   |
| Graviton[m 1]                                                                                    | 0          | 2    | 0           | Gravitáció                    |
| 1. ↑ Feltételezett részecske, amelynek összeegyeztethetősége a standard modellel nem tisztázott. |            |      |             |                               |

### Kapcsolatuk a fermionokkal
Minden elemi részecske vagy bozon vagy fermion, de a megnevezés összetett részecskékre, így atommagokra, atomokra és molekulákra is érthető aszerint, hogy statisztikus viselkedésüket rendre a Bose–Einstein-statisztika vagy a Fermi–Dirac-statisztika írja-e le. Bozonok spinje továbbá egész, míg a fermionoké félegész. Ennek megfelelően az atommagok nagy része bozon. 
Míg a fermionok engedelmeskednek a Pauli-féle kizárási elvnek, addig a bozonokra nincs kizárási elv. Minden akadály nélkül nagyon nagy számban kerülhetnek azonos kvantumállapotba, sőt ez is a tendencia valójában.

### Következmények
Ez magyarázza a feketetest-sugárzás spektrumát, a lézer működését, a folyékony hélium viselkedését, a szuperfolyékonyságot, a szupravezetést és a Bose–Einstein-kondenzátum kialakulását, ami egy sajátságos fázisállapot.
Mivel a bozonokra nincs kizárási elv, ezért nehezebb belőlük stabil struktúrákat felépíteni, mint a fermionokból. Ez felelős azért a különbségért, amit azon dolgok között látunk, amikre anyagként gondolunk, illetve amikre nem (például a fény).

## Példák bozonokra
- foton
- mezonok, amelyek egy kvarkból és egy antikvarkból állnak
- W- és Z-bozonok, a gyenge kölcsönhatás közvetítőrészecskéi
- folyékony hélium
- Cooper-pár
- Higgs-bozon